# Csingtao Liuting nemzetközi repülőtér
A Csingtao Liuting nemzetközi repülőtér (IATA: TAO, ICAO: ZSQD) nemzetközi repülőtér Kínában, Csangsa közelében. 2018-as utasforgalma alapján Ázsia 40. legforgalmasabb repülőtere. Éves utasforgalma 14 561 592 fő (2020).

## Futópályák
A repülőtér futópályái: 

## Forgalom
Az utasforgalom az elmúlt években az alábbi módon változott:
| Utasok száma | 2 431 490 | 3 219 860 | 4 808 416 | 7 867 982 | 9 660 129 | 11 716 361 | 14 516 669 | 20 505 038 | 24 535 738 | 14 561 592 |
|              | 2000      | 2002      | 2004      | 2007      | 2009      | 2011       | 2013       | 2016       | 2018       | 2020       |